# كارليسلي فلويد
كارليسلي فلويد (بالإنجليزية: Carlisle Floyd)‏ هو ملحن أمريكي، ولد في 11 يونيو 1926 في لاتا في الولايات المتحدة.

## وصلات خارجية
- كارليسلي فلويد على موقع IMDb (الإنجليزية)
- كارليسلي فلويد على موقع ميوزك برينز (الإنجليزية)
- كارليسلي فلويد على موقع أول ميوزيك (الإنجليزية)
- كارليسلي فلويد على موقع ديسكوغز (الإنجليزية)